# Manuel Jorge Gomes de Sepúlveda
Manuel Jorge Gomes de Sepúlveda, más conocido en Brasil como José Marcelino de Figueiredo (Braganza, 16 de abril de 1735 - Lisboa, 28 de abril de 1814) fue un militar y administrador colonial portugués. Fue gobernador de la Capitanía de Río Grande de São Pedro entre el 23 de abril de 1769 al 26 de octubre de 1771 y del 11 de junio de 1773 a 31 de mayo de 1780.

## Biografía
Bautizado como Manuel Jorge Gomes de Sepúlveda, su origen noble le encaminó hacia el servicio militar. Cuentan algunos relatos que de muy joven, fue atrapado en la cama con la esposa de un oficial inglés y, descubierto, peleó con el marido el cual resultó muerto. La alegación de legítima defensa no fue aceptada y fue condenado a muerte. Sin embargo, por ser hijo de una familia influyente, un día apareció en Río de Janeiro con una carta dirigida al virrey, solicitando que le mandasen al "fin del mundo". Fue así como, con el nombre ficticio de José Marcelino de Figueiredo, llegó a la Capitanía de São Pedro, donde hizo una carrera relámpago y fundó varias ciudades, y así garantizar la posesión de las tierras para el reino de Portugal. La primera de ellas fue Porto Alegre.
Cuando José Marcelino de Figueiredo tomó posesión de la comandancia de la Capitanía de São Pedro, el 23 de abril de 1769, no le agradó el lugar donde estaba la capital, que en ese entonces era Viamão. Fue entonces a visitar a Porto dos Casais, donde se habían establecido las familias azorianas y, desde entonces, pasó a trabajar para que se instalase allí la nueva capital. En 1771 fue autorizado por el entonces virrey para preparar la localidad para albergar la capital.
De vuelta en Río de Janeiro en 1771, José Marcelino determinó que su substituto, el teniente coronel António da Veiga de Andrade, pasase a tratar los temas pertinentes para la urbanización del Porto dos Casais. Renombradolo en 5 de abril de 1773, y de regreso a la provincia, realizó una detallada inspección de las obras de transferencia de la capital, fijando su residencia en Porto dos Casais el 25 de julio de 1773, fecha en que la localidad se transformó en capital de la provincia. Regresó a Portugal, tuvo una actuación destacada en la Revuelta de Trás-os-Montes contra los franceses. Murió en 1808 siendo gobernador de Trás-os-Montes.